# Pels visuil
Pels visuil (Scotopelia peli) is een uil uit de familie Strigidae. Deze vogel is genoemd naar de Nederlandse natuuronderzoeker Hendrik Severinus Pel (1818-1876) die als koloniaal bestuurder was gestationeerd aan de Nederlandse Goudkust. 

## Kenmerken
Zijn poten zijn lang en kaal; veren ontbreken. Met zijn kromme nagels kan hij zelfs de glibberigste prooien vasthouden. Beide seksen zijn lichtbruin met donkere vlekken en strepen en zoals de meeste grote, zwarte ogen. Hij is meer dan dubbel zo groot als een kerkuil: 55–63 cm (de kerkuil 29–44 cm/oehoe 50–60 cm). Zijn roestplaats is meestal een boom. Het is een plaatselijk algemene standvogel die 2-2,5 kg weegt.

## Leefwijze
Het is een van de drie Afrikaanse Scotopelia-soorten die gespecialiseerd zijn in het vangen van kikkers en padden, vissen en andere zoetwaterdieren. 's Nachts gaan ze op jacht: ze duiken van hun zitplaats neer en scheren dan vlak boven het water. Ze keren dan met de prooi naar de zitplaats terug waar ze hun prooi verorberen.

## Voortplanting
Ze nestelen in boomholtes, meestal heel dicht bij water. Het vrouwtje legt 1-2 eieren maar meestal wordt er slechts één jong grootgebracht. De jongen worden gevoerd door beide ouders en blijven soms wel acht maanden in de buurt van het nest.

## Verspreiding en leefgebied
De Pels visuil leeft aan beboste oevers van meren, rivieren en moerassen. Hij leeft in Afrika bezuiden de Sahara. In Azië komen er ook visuilen voor maar in het geslacht Ketupa.

## Status
De grootte van de populatie is niet gekwantificeerd maar de soort wordt omschreven als algemeen op de meeste plaatsen in zijn verspreidingsgebied. Op de Rode lijst van de IUCN heeft deze soort de status niet bedreigd.